# Joseph Atiyeh
Joseph Atiyeh (* 19. května 1957) je syrský zápasník, specializující se na volný styl. V roce 1984 na olympijských hrách v Los Angeles vybojoval stříbrnou medaili v kategorii do 100 kg a vybojoval tak historicky první olympijskou medaili pro Sýrii.